# 塞拉莫纳切斯卡
塞拉莫纳切斯卡（義大利語：Serramonacesca），是意大利佩斯卡拉省的一个市镇。总面积23平方公里，人口626人，人口密度27.2人/平方公里（2009年）。ISTAT代码为068040。